# Werbig, Seelow
Werbig är en ort i östra Tyskland, belägen i Seelows stadskommun i Landkreis Märkisch-Oderland, Brandenburg. Den tidigare kommunen hade 691 invånare 2002. Sedan kommunsammanslagningen 2003 är orten administrativt en stadsdel (Ortsteil) inom Seelows stadskommun.
Werbig har en järnvägsstation där järnvägarna Berlin–Kostrzyn nad Odrą, den tidigare Preussiska östbanan, och Eberswalde–Frankfurt an der Oder korsar varandra i skilda nivåer.